# Anacostia (metropolitana di Washington)
Anacostia è una stazione della metropolitana di Washington, situata sulla linea verde. Si trova nell'omonimo quartiere.
È stata inaugurata il 28 dicembre 1991, insieme alle stazioni Waterfront e Navy Yard. Fino al 2001 è stata capolinea della linea verde.
La stazione è dotata di un parcheggio da 808 posti; è servita da autobus del sistema Metrobus (anch'esso gestito dalla WMATA) e dal DC Circulator.